# Saad Shaddad Al-Asmari
Saad Shaddad Al-Asmari (ar. سعد شداد الأسمري, ur. 24 września 1968) – saudyjski lekkoatleta, specjalizujący się w biegu na 3000 metrów z przeszkodami.

## Osiągnięcia
- brąz podczas Mistrzostw Świata w Lekkoatletyce (Göteborg 1995)
- złoty medal Światowych Igrzysk Wojskowych (Rzym 1995)
- 3. miejsce na Pucharze świata (Johannesburg 1998)
- wiele złotych medal Igrzysk azjatyckich oraz Mistrzostw Azji w lekkoatletyce

## Rekordy życiowe
- Bieg na 3000 metrów z przeszkodami – 8:08,14 (2002) rekord Arabii Saudyjskiej